# Antoine Laumet de La Mothe, Signore di Cadillac
Antoine Laumet de La Mothe signore di Cadillac, nato  Antoine Lumet (Cadillac, 5 marzo 1658 – Castelsarrasin, 15 ottobre 1730), è stato un esploratore, militare e avventuriero francese.

## Biografia

### Origini ed emigrazione
Il suo vero nome era Antoine Lumet ed era figlio di Jean Laumet e di Jeanne Péchagut. Il padre era avvocato presso il Parlamento di Tolosa, nel 1652 fu nominato dal cardinale Mazarino aiuto-giudice a Saint-Nicolas-de-la-Grave e poi giudice nel 1664, mentre la madre era figlia di un proprietario terriero.
Non vi sono documenti che attestino i fatti della sua gioventù, certo egli ebbe occasione di studiare, probabilmente in un collegio di gesuiti, teologia, diritto, agricoltura e botanica. All'età di 25 anni dovette lasciare la Francia per motivi che non sono noti, presumibilmente a seguito di gravi difficoltà finanziarie nelle quali era incorso il padre o, forse, per aver commesso qualche atto illegale che lo costrinse a lasciare il suo paese per sfuggire alla giustizia.

### Prime attività in Nordamerica
Giunse a Port Royal, nella nuova Scozia, nel 1683 e nei quattro anni seguenti compì numerosi viaggi di esplorazione nel continente nordamericano, dalla Nuova Inghilterra ai Nuovi Paesi Bassi, alla Carolina, apprendendo costumi e lingue dei nativi americani. Entrò in relazioni con un mercante, Denis Guyon, e ne sposò la figlia Marie-Thérèse. Nell'atto di matrimonio fu registrato come Antoine de Lamothe, écuyer, sieur de Cadillac, ed appose in calce la sua firma come De Lamothe Launay. Come lui stesso ammise, si trattava di altra identità, come succedeva a molti immigrati che cambiavano le loro generalità una volta giunti sul continente nordamericano, ove cambiavano, oltre alla loro vita, anche nome e cognome. Egli ricordava indubbiamente i nomi di Sylvestre d'Esparbes de Lusan de Gout, barone di Lamothe-Bardigues, signore di Cadillac, di Launay e del Moutet, consigliere presso il Parlamento di Tolosa, e che Bardigues, Cadillac, Launay e Le Moutet sono località vicine a Saint-Nicolas-de-la-Grave (Tarn-et-Garonne) e che Jean Laumet, come suo padre, era avvocato al Parlamento di Tolosa. Egli si costruì così un'identità di nobile, ponendosi altresì al riparo, con questa mescolanza di nomi, da sorprese dovute ad eventuali incontri con qualcuno che l'avesse conosciuto in Francia.

### Esplorazioni e comando sui Grandi Laghi
Nel 1688 ottenne dal governatore la concessione della signoria di Douacques (poi divenuta la città statunitense di Bar Harbor, nello Stato del Maine, centro rinomato per la pesca dell'astice e dominata dal Mont Désert, l'odierno Mont Cadillac).
Per sfruttare la concessione si associò con alcuni ufficiali di Port Royal dandosi anche al commercio, attività facilitata dalla possibilità di usare le imbarcazioni dei figli del suocero. Nel 1689 fu inviato in una spedizione presso Boston. Al ritorno si recò a Québec ove ottenne dal governatore Louis de Buade de Frontenac una missione lungo le coste della Nuova Inghilterra a bordo della fregata L'Embuscade, ma i venti contrari costrinsero l'imbarcazione a rientrare in Francia e nel 1690 si ritrovò a Parigi. Qui riuscì ad ottenere dal Ministro della Marina francese Louis II Phélypeaux de Pontchartrain il titolo di ufficiale della Fanteria di Marina. Di ritorno a Port Royal, venne a sapere che l'ammiraglio inglese sir William Phips aveva occupato la città e fatti prigionieri anche sua moglie ed i suoi figli, che egli riscattò in cambio di prigionieri inglesi.
Nel 1691 riportò la famiglia a Québec, perdendo però tutti i suoi beni a causa dell'attacco di una nave corsara di Boston. Nel 1692 fu promosso tenente. Inviato con il cartografo Jean Baptiste Franquelin lungo le coste della Nuova Inghilterra per migliorare le carte in vista di un attacco contro gl'inglesi, rientrò in Francia per presentarle con un resoconto al ministro Pontchartrain. Nel 1693 ricevette una gratifica di 1500 lire per il suo lavoro e fu rimandato in missione per completarla. Nel 1694 fu promosso capitano. Nominato comandante dei vasti territori della zona dei Grandi Laghi, prese il comando di Fort de Buade (o Michillimakinac), che controllava tutti i commerci di pellicce fra il Missouri, il Mississippi, i Grandi Laghi e la valle dell'Ohio.
Nel 1695 partì per esplorare la regione dei Grandi Laghi e correggere le carte geografiche. Scoprì gli stretti che collegano il lago Huron e il lago Erie, pensando quindi di erigervi un forte per contrastare gl'inglesi. Tornato a Michillimakinac, entrò in conflitto con i gesuiti, che lo accusavano di fornire alcool agli indiani, cosa proibita da un decreto del re. Nel 1697 ricevette l'autorizzazione a rientrare in Francia per presentare il progetto di un forte sugli stretti, incontrando l'opposizione dei notabili franco-canadesi, che temevano che questa opera avrebbe rovinato Québec e Montréal. Egli ottenne l'autorizzazione solo nel 1699 e nel 1700 gliene fu affidata la missione.

### Signore dei Grandi Laghi e governatore della Louisiana
Il 26 luglio 1701, nell'erroneo convincimento che il luogo prescelto fosse uno "stretto" (in lingua francese détroit) tra il lago St. Clair e il lago Erie, fondò, con il suo subalterno Alphonse de Tonti, Fort Pontchartrain du Détroit (Forte Pontchartrain dello Stretto), embrione della città (oggi statunitense) di Detroit (nello Stato del Michigan), e la parrocchia di Sant'Anna, sulla riva settentrionale del fiume Detroit.
In ottobre fu raggiunto dalla famiglia. Nel 1702 tornò a Québec per sollecitare il monopolio del commercio di pellicce ed il trasferimento delle tribù indiane verso lo stretto. Divenuto azionista della Compagnia della Colonia, tornò allo stretto per assistere all'arrivo delle tribù prima stanziate a Michillimakinac.
Nel 1703 un grosso incendio devastò Forte Pontchartrain, distruggendo tutti i registri.
Nel 1704 Laumet fu accusato a Québec di traffico di alcool e di pellicce e fu imprigionato per qualche mese, ma nel 1705 fu assolto ed il re gli confermò la sua fiducia, accordandogli il monopolio sui commerci di pellicce. Due anni dopo tuttavia le accuse nei suoi confronti per abuso di potere si moltiplicarono e fu nominato un commissario per indagare sulla conduzione dei suoi affari. Il commissario redasse una requisitoria contro di lui nel 1708. L'anno successivo le truppe di stanza sugli Stretti ricevettero l'ordine di tornare a Montréal.
Nel 1710 il re lo nominò governatore della Louisiana, ingiungendogli di raggiungere immediatamente il suo posto attraverso la valle del fiume Mississippi, ma egli non obbedì. Egli procedette all'inventario generale nello stretto poi, nel 1711, s'imbarcò con la famiglia per la Francia. A Parigi, nel 1712, convinse il finanziere tolosano Antoine Crozat ad investire in Louisiana. Nel giugno del 1713 la famiglia Cadillac giunse a Fort Louis, in Louisiana, e nel 1714 Crozat propose la costruzione di postazioni lungo il Mississippi, mentre Cadillac voleva rafforzare l'estuario del fiume e sviluppare i commerci con le vicine colonie spagnole. Nel 1715 Cadillac e suo figlio Giuseppe esplorarono l'Illinois, scoprendovi anche una miniera di rame. Dopo numerose discussioni Crozat gli tolse il comando della Compagnia, e l'anno dopo ne ottenne la revoca.

### Rientro in patria e decesso
La famiglia Cadillac rientrò in Francia nel 1717, stabilendosi a La Rochelle. Recatosi con il figlio Joseph a Parigi, Cadillac, a causa delle sue accuse nei confronti di John Law, rappresentante di una cordata di investitori francesi, fu arrestato ed imprigionato alla Bastiglia per cinque mesi, insieme al figlio. Liberati entrambi nel 1718, Cadillac ricevette la Croce di San Luigi per i servigi resi alla corona in trent'anni di leale servizio. Si trasferì quindi con la famiglia nella casa paterna, recandosi spesso a Parigi per farsi riconoscere i suoi diritti sullo stretto. Vinse le numerose vertenze nel 1722, dopo di che vendette la sua signoria sullo stretto al canadese Jacques Baudry de La marche ed acquisì l'incarico di governatore e sindaco della città francese di Castelsarrasin, nei pressi della sua città natale. Qui morì all'età di 72 anni, mentre la moglie gli sopravvisse per altri sedici anni. La sua salma fu inumata in una cappella della chiesa dei carmelitani.

## Discendenza
Da Maria-Teresa, sposata quando questa era solo diciassettenne, ebbe cinque figlie e otto figli:
- Giuditta (n. 1689),
- Maddalena (n. 1690),
- Giuseppe (n. 1690),
- Antonio (n. 1692)
- Giacomo (n. 1695)
- Pietro-Dionigi (1699-1700),
- Annamaria (nata e deceduta nel 1701)
- nome non noto, nato e deceduto nel 1702
- Maria Teresa (n. 1704)
- Giannantonio (gennaio 1707 - 1709)
- Maria Agata (dicembre 1707)
- Francesco (n. 1709)
- Renato Luigi (1710-1714).

## Riconoscimenti postumi
Il suo nome, molto popolare a Detroit, fu dato ad un celebre marchio statunitense di autovetture nel 1902, dopo la celebrazione del bicentenario della fondazione della città. In occasione della celebrazione del terzo centenario, nel 2001, a Detroit fu eretta in suo onore una statua.